# Thyridanthrax kushkaensis
Thyridanthrax kushkaensis är en tvåvingeart som först beskrevs av Paramonov 1927.  Thyridanthrax kushkaensis ingår i släktet Thyridanthrax och familjen svävflugor. Inga underarter finns listade i Catalogue of Life.